# Glut der Rache – Koyla
Glut der Rache – Koyla (Hindi, कोयला, koylā, wörtl.: Kohle) ist ein Bollywood-Actionfilm mit Shahrukh Khan.

## Handlung
Der stumme Shankar (Shahrukh Khan) wächst als Diener des mächtigen Raja (Amrish Puri) auf, welcher ein Doppelleben führt: Vor seinen Kohlebergwerkarbeitern gibt er sich als Beschützer der Armen aus und wird von diesen als Gott verehrt, doch zusammen mit seinem Bruder Brijwa führt er ein Gewaltregime und tötet jeden Kritiker.
Als er sich in die junge Gauri (Madhuri Dixit) verliebt, wirbt er mit Shankars Foto um Gauris Gunst und lässt sich ohne Gauris Wissen und Einverständnis mit dieser verheiraten. Als Gauris Bruder seine Schwester besucht, gaukelt sie ihm die Heile Welt vor. Shankar läuft ihm nach und bittet ihn, Gauri mitzunehmen. Als er in das Haus zurückkehrt, sieht er gerade, wie Raja Gauri die Treppen herunterwirft. Daraufhin will er mit Gauri das Haus verlassen und verliert dabei sein Leben. Shankar wird Zeuge und flüchtet mit Gauri in den Dschungel.
Doch Raja und seine Bluthunde sind den beiden auf den Fersen. Raja gelingt es, beide zu fassen. Nun sind beide seiner gnadenlosen Gewalt ausgeliefert – doch damit endet diese Geschichte noch nicht.